# Péter Varjú
Péter Pál Varjú, né le 20 décembre 1982 à Szeged, est un mathématicien hongrois qui travaille en analyse harmonique et en théorie ergodique. Il publie fréquemment sans les accents : Peter P. Varju.
Il commence ses études à l'université de Szeged, puis poursuit des études doctorales à l'université de Princeton, où il obtient un Ph. D. sous la direction de Jean Bourgain en 2011 (titre de la thèse : Random walks and spectral gaps in linear groups). Il travaille à l'université de Cambridge.
Il étudie la construction de graphes expanseurs par des méthodes de théorie des nombres au moyen de groupes arithmétiques (en), et des problèmes autour de la distribution uniforme de marches aléatoires dans les groupes arithmétiques avec Bourgain et dans les groupes d'isométries euclidiennes avec Elon Lindenstrauss,.
Il travaille plus récemment aussi sur les convolutions de Bernoulli, et sur l'irréductibilité de polynômes aléatoires.
Varjú est récipiendaire du prix Paul-Erdős en 2015, du prix de la Société mathématique européenne en 2016 et du prix Whitehead en 2018.  Il était également boursier Fulbright.